# アラバマ州選出のアメリカ合衆国上院議員
以下は、アラバマ州選出のアメリカ合衆国上院議員の一覧である。
アラバマ州は、1819年12月14日に連邦に加わった。アラバマ州からは第2部と第3部に属する上院議員を選出している。同州の上院での議席は、連邦からの離脱により、1861年3月に空席とされた。1868年7月以降、再び元に戻された。アラバマ州の現在の上院議員はトミー・タバービルとリチャード・シェルビーである。

## 上院議員一覧
| 第2部 第2部の上院議員は西暦年を6で除算したときの剰余が3と等しい年が任期末である。最近では2008年, 2014年, 2017年 (補選), 2020年に改選されている。次の選挙は2026年を予定している。 | 第2部 第2部の上院議員は西暦年を6で除算したときの剰余が3と等しい年が任期末である。最近では2008年, 2014年, 2017年 (補選), 2020年に改選されている。次の選挙は2026年を予定している。 | 第2部 第2部の上院議員は西暦年を6で除算したときの剰余が3と等しい年が任期末である。最近では2008年, 2014年, 2017年 (補選), 2020年に改選されている。次の選挙は2026年を予定している。 | 第2部 第2部の上院議員は西暦年を6で除算したときの剰余が3と等しい年が任期末である。最近では2008年, 2014年, 2017年 (補選), 2020年に改選されている。次の選挙は2026年を予定している。 | 第2部 第2部の上院議員は西暦年を6で除算したときの剰余が3と等しい年が任期末である。最近では2008年, 2014年, 2017年 (補選), 2020年に改選されている。次の選挙は2026年を予定している。 | 第2部 第2部の上院議員は西暦年を6で除算したときの剰余が3と等しい年が任期末である。最近では2008年, 2014年, 2017年 (補選), 2020年に改選されている。次の選挙は2026年を予定している。 | 議会                                                                         | 第3部 第3部の上院議員は西暦年を6で除算したときの剰余が5と等しい年が任期末である。最近では2004年,2010年,2016年,2022年に改選されている。次の選挙は2028年を予定している。 | 第3部 第3部の上院議員は西暦年を6で除算したときの剰余が5と等しい年が任期末である。最近では2004年,2010年,2016年,2022年に改選されている。次の選挙は2028年を予定している。                                                 | 第3部 第3部の上院議員は西暦年を6で除算したときの剰余が5と等しい年が任期末である。最近では2004年,2010年,2016年,2022年に改選されている。次の選挙は2028年を予定している。 | 第3部 第3部の上院議員は西暦年を6で除算したときの剰余が5と等しい年が任期末である。最近では2004年,2010年,2016年,2022年に改選されている。次の選挙は2028年を予定している。 | 第3部 第3部の上院議員は西暦年を6で除算したときの剰余が5と等しい年が任期末である。最近では2004年,2010年,2016年,2022年に改選されている。次の選挙は2028年を予定している。 | 第3部 第3部の上院議員は西暦年を6で除算したときの剰余が5と等しい年が任期末である。最近では2004年,2010年,2016年,2022年に改選されている。次の選挙は2028年を予定している。 |
| # | 氏名 | 所属政党 | 在職期間 | 選挙歴 | 任期 | 議会                                                                         | 任期 | 選挙歴 | 在職期間 | 所属政党 | 氏名 | # |
| 1 | ウィリアム・R・キング | 民主 共和党 | 1819年12月14日 – 1844年4月15日 | 1819年選出 | 1 | 16                                                                           | 1 | 1819年選出 辞職 | 1819年12月14日 – 1822年12月12日 | 民主 共和党 | ジョン・ウィリアムズ・ウォーカー | 1 |
| 1 | ウィリアム・R・キング | 民主 共和党 | 1819年12月14日 – 1844年4月15日 | 1819年選出 | 1 | 17                                                                           | 1 | 1819年選出 辞職 | 1819年12月14日 – 1822年12月12日 | 民主 共和党 | ジョン・ウィリアムズ・ウォーカー | 1 |
| 1 | ウィリアム・R・キング | 民主 共和党 | 1819年12月14日 – 1844年4月15日 | 1819年選出 | 1 | ウォーカーの任期を満了するため選出 引退                                      | 1 | 1822年12月12日 – 1825年3月3日 | 民主 共和党 | ウィリアム・ケリー | 2 | |
| 1 | ウィリアム・R・キング | ジャクソン 民主 共和党 | 1819年12月14日 – 1844年4月15日 | 1822年再選 | 2 | ウォーカーの任期を満了するため選出 引退                                      | 1 | 1822年12月12日 – 1825年3月3日 | 18 | ウィリアム・ケリー | 2 | ジャクソン 民主 共和党 |
| 1 | ウィリアム・R・キング | ジャクソン党 | 1819年12月14日 – 1844年4月15日 | 1822年再選 | 2 | 19                                                                           | 2 | 1824年 or 1825年 死去 | 1825年3月4日 – 1826年1月24日 | ジャクソン党 | ヘンリー・H・チャンバーズ | 3 |
| 1 | ウィリアム・R・キング | ジャクソン党 | 1819年12月14日 – 1844年4月15日 | 1822年再選 | 2 | 19                                                                           | 2 | | 1826年1月24日 – 1826年2月17日 | 空席 | 空席 | 空席 |
| 1 | ウィリアム・R・キング | ジャクソン党 | 1819年12月14日 – 1844年4月15日 | 1822年再選 | 2 | 19                                                                           | 2 | チャンバーズの任期を引き継ぐため任命 後継選出 | 1826年2月17日 – 1826年11月27日 | ジャクソン党 | イズラエル・ピケンズ | 4 |
| 1 | ウィリアム・R・キング | ジャクソン党 | 1819年12月14日 – 1844年4月15日 | 1822年再選 | 2 | 19                                                                           | 2 | チャンバーズの任期を満了するため選出 再選に失敗 | 1826年11月27日 – 1831年3月3日 | ジャクソン党 | ジョン・マッキンレー | 5 |
| 1 | ウィリアム・R・キング | ジャクソン党 | 1819年12月14日 – 1844年4月15日 | 1822年再選 | 2 | 20                                                                           | 2 | チャンバーズの任期を満了するため選出 再選に失敗 | 1826年11月27日 – 1831年3月3日 | ジャクソン党 | ジョン・マッキンレー | 5 |
| 1 | ウィリアム・R・キング | ジャクソン党 | 1819年12月14日 – 1844年4月15日 | 1828年再選 | 3 | 21                                                                           | 2 | チャンバーズの任期を満了するため選出 再選に失敗 | 1826年11月27日 – 1831年3月3日 | ジャクソン党 | ジョン・マッキンレー | 5 |
| 1 | ウィリアム・R・キング | ジャクソン党 | 1819年12月14日 – 1844年4月15日 | 1828年再選 | 3 | 22                                                                           | 3 | 1831年選出 再選に失敗 | 1831年3月4日 – 1837年3月3日 | ジャクソン党 | ガブリエル・ムーア | 6 |
| 1 | ウィリアム・R・キング | ジャクソン党 | 1819年12月14日 – 1844年4月15日 | 1828年再選 | 3 | 23                                                                           | 3 | 1831年選出 再選に失敗 | 1831年3月4日 – 1837年3月3日 | 反ジャクソン党 | ガブリエル・ムーア | 6 |
| 1 | ウィリアム・R・キング | ジャクソン党 | 1819年12月14日 – 1844年4月15日 | 1834年再選 | 4 | 24                                                                           | 3 | 1831年選出 再選に失敗 | 1831年3月4日 – 1837年3月3日 | 反ジャクソン党 | ガブリエル・ムーア | 6 |
| 1 | ウィリアム・R・キング | 民主党 | 1819年12月14日 – 1844年4月15日 | 1834年再選 | 4 | 25                                                                           | 4 | 1837年選出 合衆国最高裁判事就任のため辞職 | 1837年3月4日 – 1837年4月22日 | 民主党 | ジョン・マッキンレー | 7 |
| 1 | ウィリアム・R・キング | 民主党 | 1819年12月14日 – 1844年4月15日 | 1834年再選 | 4 | 25                                                                           | 4 | | 1837年4月22日 – 1837年6月19日 | 空席 | 空席 | 空席 |
| 1 | ウィリアム・R・キング | 民主党 | 1819年12月14日 – 1844年4月15日 | 1834年再選 | 4 | 25                                                                           | 4 | マッキンレーの任期を満了するため選出 辞職 | 1837年6月19日 – 1841年11月15日 | 民主党 | クレメント・コマー・クレイ | 8 |
| 1 | ウィリアム・R・キング | 民主党 | 1819年12月14日 – 1844年4月15日 | 1834年再選 | 4 | 26                                                                           | 4 | マッキンレーの任期を満了するため選出 辞職 | 1837年6月19日 – 1841年11月15日 | 民主党 | クレメント・コマー・クレイ | 8 |
| 1 | ウィリアム・R・キング | 民主党 | 1819年12月14日 – 1844年4月15日 | 1840年再選 駐仏公使就任のため辞職 | 5 | 27                                                                           | 4 | マッキンレーの任期を満了するため選出 辞職 | 1837年6月19日 – 1841年11月15日 | 民主党 | クレメント・コマー・クレイ | 8 |
| 1 | ウィリアム・R・キング | 民主党 | 1819年12月14日 – 1844年4月15日 | 1840年再選 駐仏公使就任のため辞職 | 5 | 27                                                                           | 4 | | 1841年11月15日 – 1841年11月24日 | 空席 | 空席 | 空席 |
| 1 | ウィリアム・R・キング | 民主党 | 1819年12月14日 – 1844年4月15日 | 1840年再選 駐仏公使就任のため辞職 | 5 | 27                                                                           | 4 | クレイの任期を満了するため選出 | 1841年11月24日 – 1848年6月16日 | 民主党 | アーサー・P・バグビー | 9 |
| 1 | ウィリアム・R・キング | 民主党 | 1819年12月14日 – 1844年4月15日 | 1840年再選 駐仏公使就任のため辞職 | 5 | 28                                                                           | 5 | 1842年再選 駐露公使就任のため辞職 | 1841年11月24日 – 1848年6月16日 | 民主党 | アーサー・P・バグビー | 9 |
| 空席 | 空席 | 空席 | 1844年4月15日 – 1844年4月22日 | | 5 | 28                                                                           | 5 | 1842年再選 駐露公使就任のため辞職 | 1841年11月24日 – 1848年6月16日 | 民主党 | アーサー・P・バグビー | 9 |
| 2 | ディクソン・ホール・ルイス | 民主党 | 1844年4月22日 – 1848年10月24日 | キングの任期を満了するため任命 | 5 | 28                                                                           | 5 | 1842年再選 駐露公使就任のため辞職 | 1841年11月24日 – 1848年6月16日 | 民主党 | アーサー・P・バグビー | 9 |
| 2 | ディクソン・ホール・ルイス | 民主党 | 1844年4月22日 – 1848年10月24日 | キングの任期を満了するため任命 | 5 | 29                                                                           | 5 | 1842年再選 駐露公使就任のため辞職 | 1841年11月24日 – 1848年6月16日 | 民主党 | アーサー・P・バグビー | 9 |
| 2 | ディクソン・ホール・ルイス | 民主党 | 1844年4月22日 – 1848年10月24日 | 1847年選出 死去 | 6 | 30                                                                           | 5 | 1842年再選 駐露公使就任のため辞職 | 1841年11月24日 – 1848年6月16日 | 民主党 | アーサー・P・バグビー | 9 |
| 2 | ディクソン・ホール・ルイス | 民主党 | 1844年4月22日 – 1848年10月24日 | 1847年選出 死去 | 6 | 30                                                                           | 5 | | 1848年6月16日 – 1848年7月1日 | 空席 | 空席 | 空席 |
| 2 | ディクソン・ホール・ルイス | 民主党 | 1844年4月22日 – 1848年10月24日 | 1847年選出 死去 | 6 | 30                                                                           | 5 | バグビーの任期を引き継ぐため選出 バグビーの任期を満了するため選出 | 1848年7月1日 – 1852年12月20日 | 民主党 | ウィリアム・R・キング | 10 |
| 空席 | 空席 | 空席 | 1848年10月24日 – 1848年11月25日 | | 6 | 30                                                                           | 5 | バグビーの任期を引き継ぐため選出 バグビーの任期を満了するため選出 | 1848年7月1日 – 1852年12月20日 | 民主党 | ウィリアム・R・キング | 10 |
| 3 | ベンジャミン・フィッツパトリック | 民主党 | 1848年11月25日 – 1849年11月30日 | ルイスの任期を引き継ぐため任命 後継選出 | 6 | 30                                                                           | 5 | バグビーの任期を引き継ぐため選出 バグビーの任期を満了するため選出 | 1848年7月1日 – 1852年12月20日 | 民主党 | ウィリアム・R・キング | 10 |
| 3 | ベンジャミン・フィッツパトリック | 民主党 | 1848年11月25日 – 1849年11月30日 | ルイスの任期を引き継ぐため任命 後継選出 | 6 | 31                                                                           | 6 | 1848年 or 1849年再選 病気のため辞職 | 1848年7月1日 – 1852年12月20日 | 民主党 | ウィリアム・R・キング | 10 |
| 4 | ジェレマイア・クレメンス | 民主党 | 1849年11月30日 – 1853年3月3日 | ルイスの任期を満了するため選出 引退 | 6 | 31                                                                           | 6 | 1848年 or 1849年再選 病気のため辞職 | 1848年7月1日 – 1852年12月20日 | 民主党 | ウィリアム・R・キング | 10 |
| 4 | ジェレマイア・クレメンス | 民主党 | 1849年11月30日 – 1853年3月3日 | ルイスの任期を満了するため選出 引退 | 6 | 32                                                                           | 6 | 1848年 or 1849年再選 病気のため辞職 | 1848年7月1日 – 1852年12月20日 | 民主党 | ウィリアム・R・キング | 10 |
| 4 | ジェレマイア・クレメンス | 民主党 | 1849年11月30日 – 1853年3月3日 | ルイスの任期を満了するため選出 引退 | 6 |                                                                              | 6 | 1852年12月20日 – 1853年1月14日 | 空席 | 空席 | 空席 | |
| 4 | ジェレマイア・クレメンス | 民主党 | 1849年11月30日 – 1853年3月3日 | ルイスの任期を満了するため選出 引退 | 6 | キングの任期を引き継ぐため任命 1853年12月12日 キングの任期を満了するため選出 | 6 | 1853年1月14日 – 1855年3月3日 | 民主党 | ベンジャミン・フィッツパトリック | 11 | |
| 空席 | 空席 | 空席 | 1853年3月4日 – 1853年11月29日 | 州議会が選出に失敗 | 7 | キングの任期を引き継ぐため任命 1853年12月12日 キングの任期を満了するため選出 | 6 | 1853年1月14日 – 1855年3月3日 | 民主党 | ベンジャミン・フィッツパトリック | 11 | 33 |
| 5 | クレメント・クレイボーン・クレイ | 民主党 | 1853年11月29日 – 1861年1月21日 | 1853年選出 | 7 | キングの任期を引き継ぐため任命 1853年12月12日 キングの任期を満了するため選出 | 6 | 1853年1月14日 – 1855年3月3日 | 民主党 | ベンジャミン・フィッツパトリック | 11 | 33 |
| 5 | クレメント・クレイボーン・クレイ | 民主党 | 1853年11月29日 – 1861年1月21日 | 1853年選出 | 7 | 34                                                                           | 7 | 州議会が選出に失敗 | 1855年3月4日 – 1855年11月26日 | 空席 | 空席 | |
| 5 | クレメント・クレイボーン・クレイ | 民主党 | 1853年11月29日 – 1861年1月21日 | 1853年選出 | 7 | 34                                                                           | 7 | 1855年選出 撤退 | 1855年11月26日 – 1861年1月21日 | 民主党 | 11 | ベンジャミン・フィッツパトリック |
| 5 | クレメント・クレイボーン・クレイ | 民主党 | 1853年11月29日 – 1861年1月21日 | 1853年選出 | 7 | 35                                                                           | 7 | 1855年選出 撤退 | 1855年11月26日 – 1861年1月21日 | 民主党 | 11 | ベンジャミン・フィッツパトリック |
| 5 | クレメント・クレイボーン・クレイ | 民主党 | 1853年11月29日 – 1861年1月21日 | 1858年再選 撤退 | 8 | 36                                                                           | 7 | 1855年選出 撤退 | 1855年11月26日 – 1861年1月21日 | 民主党 | 11 | ベンジャミン・フィッツパトリック |
| 空席 | 空席 | 空席 | 1861年1月21日 – 1868年7月13日 | 南北戦争とレコンストラクション | 8 | 36                                                                           | 7 | 南北戦争とレコンストラクション | 1861年1月21日 – 1868年7月13日 | 空席 | 空席 | 空席 |
| 空席 | 空席 | 空席 | 1861年1月21日 – 1868年7月13日 | 南北戦争とレコンストラクション | 8 | 37                                                                           | 8 | 南北戦争とレコンストラクション | 1861年1月21日 – 1868年7月13日 | 空席 | 空席 | 空席 |
| 空席 | 空席 | 空席 | 1861年1月21日 – 1868年7月13日 | 南北戦争とレコンストラクション | 8 | 38                                                                           | 8 | 南北戦争とレコンストラクション | 1861年1月21日 – 1868年7月13日 | 空席 | 空席 | 空席 |
| 空席 | 空席 | 空席 | 1861年1月21日 – 1868年7月13日 | 南北戦争とレコンストラクション | 9 | 39                                                                           | 8 | 南北戦争とレコンストラクション | 1861年1月21日 – 1868年7月13日 | 空席 | 空席 | 空席 |
| 空席 | 空席 | 空席 | 1861年1月21日 – 1868年7月13日 | 南北戦争とレコンストラクション | 9 | 40                                                                           | 9 | 南北戦争とレコンストラクション | 1861年1月21日 – 1868年7月13日 | 空席 | 空席 | 空席 |
| 6 | ウィラード・ウォーナー | 共和党 | 1868年7月13日 – 1871年3月3日 | 1868年空席間の任期を満了するため選出 再選に失敗 | 9 | 40                                                                           | 9 | 1868年空席間の任期を満了するため選出 | 1868年7月13日 – 1879年3月3日 | 共和党 | ジョージ・E・スペンサー | 12 |
| 6 | ウィラード・ウォーナー | 共和党 | 1868年7月13日 – 1871年3月3日 | 1868年空席間の任期を満了するため選出 再選に失敗 | 9 | 41                                                                           | 9 | 1868年空席間の任期を満了するため選出 | 1868年7月13日 – 1879年3月3日 | 共和党 | ジョージ・E・スペンサー | 12 |
| 7 | ジョージ・ゴールズウェイト | 民主党 | 1871年3月4日 – 1877年3月3日 | 1870年選出 引退 | 10 | 42                                                                           | 9 | 1868年空席間の任期を満了するため選出 | 1868年7月13日 – 1879年3月3日 | 共和党 | ジョージ・E・スペンサー | 12 |
| 7 | ジョージ・ゴールズウェイト | 民主党 | 1871年3月4日 – 1877年3月3日 | 1870年選出 引退 | 10 | 43                                                                           | 10 | 1872年再選 引退 | 1868年7月13日 – 1879年3月3日 | 共和党 | ジョージ・E・スペンサー | 12 |
| 7 | ジョージ・ゴールズウェイト | 民主党 | 1871年3月4日 – 1877年3月3日 | 1870年選出 引退 | 10 | 44                                                                           | 10 | 1872年再選 引退 | 1868年7月13日 – 1879年3月3日 | 共和党 | ジョージ・E・スペンサー | 12 |
| 8 | ジョン・タイラー・モーガン | 民主党 | 1877年3月4日 – 1907年6月11日 | 1876年選出 | 11 | 45                                                                           | 10 | 1872年再選 引退 | 1868年7月13日 – 1879年3月3日 | 共和党 | ジョージ・E・スペンサー | 12 |
| 8 | ジョン・タイラー・モーガン | 民主党 | 1877年3月4日 – 1907年6月11日 | 1876年選出 | 11 | 46                                                                           | 11 | 1878年選出 死去 | 1879年3月4日 – 1879年12月31日 | 民主党 | ジョージ・S・ヒューストン | 13 |
| 8 | ジョン・タイラー・モーガン | 民主党 | 1877年3月4日 – 1907年6月11日 | 1876年選出 | 11 | 46                                                                           | 11 | | 1879年12月31日 – 1880年1月7日 | 空席 | 空席 | 空席 |
| 8 | ジョン・タイラー・モーガン | 民主党 | 1877年3月4日 – 1907年6月11日 | 1876年選出 | 11 | 46                                                                           | 11 | ヒューストンの任期を引き継ぐため任命 後継が議員資格取得 | 1880年1月7日 – 1880年11月23日 | 民主党 | ルーク・プライオアー | 14 |
| 8 | ジョン・タイラー・モーガン | 民主党 | 1877年3月4日 – 1907年6月11日 | 1876年選出 | 11 | 46                                                                           | 11 | ヒューストンの任期を満了するため選出 | 1880年11月24日 – 1897年3月3日 | 民主党 | ジェームズ・L・ピュー | 15 |
| 8 | ジョン・タイラー・モーガン | 民主党 | 1877年3月4日 – 1907年6月11日 | 1876年選出 | 11 | 47                                                                           | 11 | ヒューストンの任期を満了するため選出 | 1880年11月24日 – 1897年3月3日 | 民主党 | ジェームズ・L・ピュー | 15 |
| 8 | ジョン・タイラー・モーガン | 民主党 | 1877年3月4日 – 1907年6月11日 | 1882年再選 | 12 | 48                                                                           | 11 | ヒューストンの任期を満了するため選出 | 1880年11月24日 – 1897年3月3日 | 民主党 | ジェームズ・L・ピュー | 15 |
| 8 | ジョン・タイラー・モーガン | 民主党 | 1877年3月4日 – 1907年6月11日 | 1882年再選 | 12 | 49                                                                           | 12 | 1884年再選 | 1880年11月24日 – 1897年3月3日 | 民主党 | ジェームズ・L・ピュー | 15 |
| 8 | ジョン・タイラー・モーガン | 民主党 | 1877年3月4日 – 1907年6月11日 | 1882年再選 | 12 | 50                                                                           | 12 | 1884年再選 | 1880年11月24日 – 1897年3月3日 | 民主党 | ジェームズ・L・ピュー | 15 |
| 8 | ジョン・タイラー・モーガン | 民主党 | 1877年3月4日 – 1907年6月11日 | 1888年再選 | 13 | 51                                                                           | 12 | 1884年再選 | 1880年11月24日 – 1897年3月3日 | 民主党 | ジェームズ・L・ピュー | 15 |
| 8 | ジョン・タイラー・モーガン | 民主党 | 1877年3月4日 – 1907年6月11日 | 1888年再選 | 13 | 52                                                                           | 13 | 1890年再選 引退 | 1880年11月24日 – 1897年3月3日 | 民主党 | ジェームズ・L・ピュー | 15 |
| 8 | ジョン・タイラー・モーガン | 民主党 | 1877年3月4日 – 1907年6月11日 | 1888年再選 | 13 | 53                                                                           | 13 | 1890年再選 引退 | 1880年11月24日 – 1897年3月3日 | 民主党 | ジェームズ・L・ピュー | 15 |
| 8 | ジョン・タイラー・モーガン | 民主党 | 1877年3月4日 – 1907年6月11日 | 1894年再選 | 14 | 54                                                                           | 13 | 1890年再選 引退 | 1880年11月24日 – 1897年3月3日 | 民主党 | ジェームズ・L・ピュー | 15 |
| 8 | ジョン・タイラー・モーガン | 民主党 | 1877年3月4日 – 1907年6月11日 | 1894年再選 | 14 | 55                                                                           | 14 | 1903年1月26日選出 | 1897年3月4日 – 1907年7月27日 | 民主党 | エドマンド・ペッタス | 16 |
| 8 | ジョン・タイラー・モーガン | 民主党 | 1877年3月4日 – 1907年6月11日 | 1894年再選 | 14 | 56                                                                           | 14 | 1903年1月26日選出 | 1897年3月4日 – 1907年7月27日 | 民主党 | エドマンド・ペッタス | 16 |
| 8 | ジョン・タイラー・モーガン | 民主党 | 1877年3月4日 – 1907年6月11日 | 1900年再選 | 15 | 57                                                                           | 14 | 1903年1月26日選出 | 1897年3月4日 – 1907年7月27日 | 民主党 | エドマンド・ペッタス | 16 |
| 8 | ジョン・タイラー・モーガン | 民主党 | 1877年3月4日 – 1907年6月11日 | 1900年再選 | 15 | 58                                                                           | 15 | 1903年再選 1907年再選するが死去 | 1897年3月4日 – 1907年7月27日 | 民主党 | エドマンド・ペッタス | 16 |
| 8 | ジョン・タイラー・モーガン | 民主党 | 1877年3月4日 – 1907年6月11日 | 1900年再選 | 15 | 59                                                                           | 15 | 1903年再選 1907年再選するが死去 | 1897年3月4日 – 1907年7月27日 | 民主党 | エドマンド・ペッタス | 16 |
| 8 | ジョン・タイラー・モーガン | 民主党 | 1877年3月4日 – 1907年6月11日 | 1907年1月22日再選 死去 | 16 | 60                                                                           | 15 | 1903年再選 1907年再選するが死去 | 1897年3月4日 – 1907年7月27日 | 民主党 | エドマンド・ペッタス | 16 |
| 空席 | 空席 | 空席 | 1907年6月11日 – 1907年6月18日 | | 16 | 60                                                                           | 15 | 1903年再選 1907年再選するが死去 | 1897年3月4日 – 1907年7月27日 | 民主党 | エドマンド・ペッタス | 16 |
| 9 | ジョン・H・バンクヘッド | 民主党 | 1907年6月18日 – 1920年3月1日 | モーガンの任期を引き継ぐため任命 1907年7月16日モーガンの任期を満了するため選出                                                                                                   | 16 | 60                                                                           | 15 | 1903年再選 1907年再選するが死去 | 1897年3月4日 – 1907年7月27日 | 民主党 | エドマンド・ペッタス | 16 |
| 9 | ジョン・H・バンクヘッド | 民主党 | 1907年6月18日 – 1920年3月1日 | モーガンの任期を引き継ぐため任命 1907年7月16日モーガンの任期を満了するため選出                                                                                                   | 16 | 60                                                                           | 15 | | 1907年7月27日 – 1907年8月6日 | 空席 | 空席 | 空席 |
| 9 | ジョン・H・バンクヘッド | 民主党 | 1907年6月18日 – 1920年3月1日 | モーガンの任期を引き継ぐため任命 1907年7月16日モーガンの任期を満了するため選出                                                                                                   | 16 | 60                                                                           | 15 | ペッタスの任期を満了するため選出 | 1907年8月6日 – 1913年8月8日 | 民主党 | ジョセフ・F・ジョンストン | 17 |
| 9 | ジョン・H・バンクヘッド | 民主党 | 1907年6月18日 – 1920年3月1日 | モーガンの任期を引き継ぐため任命 1907年7月16日モーガンの任期を満了するため選出                                                                                                   | 16 | 61                                                                           | 16 | 1907年8月6日次の任期に選出 死去 | 1907年8月6日 – 1913年8月8日 | 民主党 | ジョセフ・F・ジョンストン | 17 |
| 9 | ジョン・H・バンクヘッド | 民主党 | 1907年6月18日 – 1920年3月1日 | モーガンの任期を引き継ぐため任命 1907年7月16日モーガンの任期を満了するため選出                                                                                                   | 16 | 62                                                                           | 16 | 1907年8月6日次の任期に選出 死去 | 1907年8月6日 – 1913年8月8日 | 民主党 | ジョセフ・F・ジョンストン | 17 |
| 9 | ジョン・H・バンクヘッド | 民主党 | 1907年6月18日 – 1920年3月1日 | 1911年1月17日再選 | 17 | 63                                                                           | 16 | 1907年8月6日次の任期に選出 死去 | 1907年8月6日 – 1913年8月8日 | 民主党 | ジョセフ・F・ジョンストン | 17 |
| 9 | ジョン・H・バンクヘッド | 民主党 | 1907年6月18日 – 1920年3月1日 | 1911年1月17日再選 | 17 | 63                                                                           | 16 | ヘンリー・D・クレイトン (D)が1913年8月12日任期を引き継ぐため任命されたが、任命に異議が申し立てられ取り下げられた。 フランクリン・P・グラス (D)が1913年11月17日に任期を引き継ぐため任命されたが、上院は就任を拒否した。 | 1913年8月8日 – 1914年5月11日 | 空席 | 空席 | 空席 |
| 9 | ジョン・H・バンクヘッド | 民主党 | 1907年6月18日 – 1920年3月1日 | 1911年1月17日再選 | 17 | 63                                                                           | 16 | ジョンストンの任期を満了するため選出 引退 | 1914年5月11日 – 1915年3月3日 | 民主党 | フランシス・S・ホワイト | 18 |
| 9 | ジョン・H・バンクヘッド | 民主党 | 1907年6月18日 – 1920年3月1日 | 1911年1月17日再選 | 17 | 64                                                                           | 17 | 1914年選出 | 1915年3月4日 – 1927年3月3日 | 民主党 | オスカー・アンダーウッド | 19 |
| 9 | ジョン・H・バンクヘッド | 民主党 | 1907年6月18日 – 1920年3月1日 | 1911年1月17日再選 | 17 | 65                                                                           | 17 | 1914年選出 | 1915年3月4日 – 1927年3月3日 | 民主党 | オスカー・アンダーウッド | 19 |
| 9 | ジョン・H・バンクヘッド | 民主党 | 1907年6月18日 – 1920年3月1日 | 1918年再選 死去 | 18 | 66                                                                           | 17 | 1914年選出 | 1915年3月4日 – 1927年3月3日 | 民主党 | オスカー・アンダーウッド | 19 |
| 空席t | 空席t | 空席t | 1920年3月1日 – 1920年3月5日 | | 18 | 66                                                                           | 17 | 1914年選出 | 1915年3月4日 – 1927年3月3日 | 民主党 | オスカー・アンダーウッド | 19 |
| 10 | B・B・コマー | 民主党 | 1920年3月5日 – 1920年11月2日 | バンクヘッドの任期を引き継ぐため任命 後継選出 | 18 | 66                                                                           | 17 | 1914年選出 | 1915年3月4日 – 1927年3月3日 | 民主党 | オスカー・アンダーウッド | 19 |
| 11 | ジェームズ・トーマス・へフリン | 民主党 | 1920年11月3日 – 1931年3月3日 | バンクヘッドの任期を満了するため選出 | 18 | 66                                                                           | 17 | 1914年選出 | 1915年3月4日 – 1927年3月3日 | 民主党 | オスカー・アンダーウッド | 19 |
| 11 | ジェームズ・トーマス・へフリン | 民主党 | 1920年11月3日 – 1931年3月3日 | バンクヘッドの任期を満了するため選出 | 18 | 67                                                                           | 18 | 1920年再選 引退 | 1915年3月4日 – 1927年3月3日 | 民主党 | オスカー・アンダーウッド | 19 |
| 11 | ジェームズ・トーマス・へフリン | 民主党 | 1920年11月3日 – 1931年3月3日 | バンクヘッドの任期を満了するため選出 | 18 | 68                                                                           | 18 | 1920年再選 引退 | 1915年3月4日 – 1927年3月3日 | 民主党 | オスカー・アンダーウッド | 19 |
| 11 | ジェームズ・トーマス・へフリン | 民主党 | 1920年11月3日 – 1931年3月3日 | 1924年再選 資格喪失 | 19 | 69                                                                           | 18 | 1920年再選 引退 | 1915年3月4日 – 1927年3月3日 | 民主党 | オスカー・アンダーウッド | 19 |
| 11 | ジェームズ・トーマス・へフリン | 民主党 | 1920年11月3日 – 1931年3月3日 | 1924年再選 資格喪失 | 19 | 70                                                                           | 19 | 1926年選出 | 1927年3月4日 – 1937年8月19日 | 民主党 | ヒューゴ・ブラック | 20 |
| 11 | ジェームズ・トーマス・へフリン | 民主党 | 1920年11月3日 – 1931年3月3日 | 1924年再選 資格喪失 | 19 | 71                                                                           | 19 | 1926年選出 | 1927年3月4日 – 1937年8月19日 | 民主党 | ヒューゴ・ブラック | 20 |
| 12 | ジョン・H・バンクヘッド2世 | 民主党 | 1931年3月4日 – 1946年6月12日 | 1930年選出 | 20 | 72                                                                           | 19 | 1926年選出 | 1927年3月4日 – 1937年8月19日 | 民主党 | ヒューゴ・ブラック | 20 |
| 12 | ジョン・H・バンクヘッド2世 | 民主党 | 1931年3月4日 – 1946年6月12日 | 1930年選出 | 20 | 73                                                                           | 20 | 1932年再選 合衆国最高裁判事就任のため辞職 | 1927年3月4日 – 1937年8月19日 | 民主党 | ヒューゴ・ブラック | 20 |
| 12 | ジョン・H・バンクヘッド2世 | 民主党 | 1931年3月4日 – 1946年6月12日 | 1930年選出 | 20 | 74                                                                           | 20 | 1932年再選 合衆国最高裁判事就任のため辞職 | 1927年3月4日 – 1937年8月19日 | 民主党 | ヒューゴ・ブラック | 20 |
| 12 | ジョン・H・バンクヘッド2世 | 民主党 | 1931年3月4日 – 1946年6月12日 | 1936年再選 | 21 | 75                                                                           | 20 | 1932年再選 合衆国最高裁判事就任のため辞職 | 1927年3月4日 – 1937年8月19日 | 民主党 | ヒューゴ・ブラック | 20 |
| 12 | ジョン・H・バンクヘッド2世 | 民主党 | 1931年3月4日 – 1946年6月12日 | 1936年再選 | 21 | 75                                                                           | 20 | ブラックの任期を引き継ぐため任命 辞職 | 1937年8月20日 – 1938年1月10日 | 民主党 | ディキシー・ビブ・グレーヴス | 21 |
| 12 | ジョン・H・バンクヘッド2世 | 民主党 | 1931年3月4日 – 1946年6月12日 | 1936年再選 | 21 | 75                                                                           | 20 | グレーヴスの任期を引き継ぐため任命 1938年4月26日グレーヴスの任期を満了するため選出 | 1938年1月11日 – 1969年1月3日 | 民主党 | J・リスター・ヒル | 22 |
| 12 | ジョン・H・バンクヘッド2世 | 民主党 | 1931年3月4日 – 1946年6月12日 | 1936年再選 | 21 | 76                                                                           | 21 | 1938年再選 | 1938年1月11日 – 1969年1月3日 | 民主党 | J・リスター・ヒル | 22 |
| 12 | ジョン・H・バンクヘッド2世 | 民主党 | 1931年3月4日 – 1946年6月12日 | 1936年再選 | 21 | 77                                                                           | 21 | 1938年再選 | 1938年1月11日 – 1969年1月3日 | 民主党 | J・リスター・ヒル | 22 |
| 12 | ジョン・H・バンクヘッド2世 | 民主党 | 1931年3月4日 – 1946年6月12日 | 1942年再選 死去 | 22 | 78                                                                           | 21 | 1938年再選 | 1938年1月11日 – 1969年1月3日 | 民主党 | J・リスター・ヒル | 22 |
| 空席 | 空席 | 空席 | 1946年6月12日 – 1946年6月15日 | | 22 | 78                                                                           | 21 | 1938年再選 | 1938年1月11日 – 1969年1月3日 | 民主党 | J・リスター・ヒル | 22 |
| 13 | ジョージ・R・スウィフト | 民主党 | 1946年6月15日 – 1946年11月5日 | バンクヘッドの任期を引き継ぐため任命 後継選出 | 22 | 78                                                                           | 21 | 1938年再選 | 1938年1月11日 – 1969年1月3日 | 民主党 | J・リスター・ヒル | 22 |
| 14 | ジョン・スパークマン | 民主党 | 1946年11月6日 – 1979年1月3日 | バンクヘッドの任期を満了するため選出 | 22 | 78                                                                           | 21 | 1938年再選 | 1938年1月11日 – 1969年1月3日 | 民主党 | J・リスター・ヒル | 22 |
| 14 | ジョン・スパークマン | 民主党 | 1946年11月6日 – 1979年1月3日 | バンクヘッドの任期を満了するため選出 | 22 | 79                                                                           | 22 | 1944年再選 | 1938年1月11日 – 1969年1月3日 | 民主党 | J・リスター・ヒル | 22 |
| 14 | ジョン・スパークマン | 民主党 | 1946年11月6日 – 1979年1月3日 | バンクヘッドの任期を満了するため選出 | 22 | 80                                                                           | 22 | 1944年再選 | 1938年1月11日 – 1969年1月3日 | 民主党 | J・リスター・ヒル | 22 |
| 14 | ジョン・スパークマン | 民主党 | 1946年11月6日 – 1979年1月3日 | 1948年再選 | 23 | 81                                                                           | 22 | 1944年再選 | 1938年1月11日 – 1969年1月3日 | 民主党 | J・リスター・ヒル | 22 |
| 14 | ジョン・スパークマン | 民主党 | 1946年11月6日 – 1979年1月3日 | 1948年再選 | 23 | 82                                                                           | 23 | 1950年再選 | 1938年1月11日 – 1969年1月3日 | 民主党 | J・リスター・ヒル | 22 |
| 14 | ジョン・スパークマン | 民主党 | 1946年11月6日 – 1979年1月3日 | 1948年再選 | 23 | 83                                                                           | 23 | 1950年再選 | 1938年1月11日 – 1969年1月3日 | 民主党 | J・リスター・ヒル | 22 |
| 14 | ジョン・スパークマン | 民主党 | 1946年11月6日 – 1979年1月3日 | 1954年再選 | 24 | 84                                                                           | 23 | 1950年再選 | 1938年1月11日 – 1969年1月3日 | 民主党 | J・リスター・ヒル | 22 |
| 14 | ジョン・スパークマン | 民主党 | 1946年11月6日 – 1979年1月3日 | 1954年再選 | 24 | 85                                                                           | 24 | 1956年再選 | 1938年1月11日 – 1969年1月3日 | 民主党 | J・リスター・ヒル | 22 |
| 14 | ジョン・スパークマン | 民主党 | 1946年11月6日 – 1979年1月3日 | 1954年再選 | 24 | 86                                                                           | 24 | 1956年再選 | 1938年1月11日 – 1969年1月3日 | 民主党 | J・リスター・ヒル | 22 |
| 14 | ジョン・スパークマン | 民主党 | 1946年11月6日 – 1979年1月3日 | 1960年再選 | 25 | 87                                                                           | 24 | 1956年再選 | 1938年1月11日 – 1969年1月3日 | 民主党 | J・リスター・ヒル | 22 |
| 14 | ジョン・スパークマン | 民主党 | 1946年11月6日 – 1979年1月3日 | 1960年再選 | 25 | 88                                                                           | 25 | 1962年再選 引退 | 1938年1月11日 – 1969年1月3日 | 民主党 | J・リスター・ヒル | 22 |
| 14 | ジョン・スパークマン | 民主党 | 1946年11月6日 – 1979年1月3日 | 1960年再選 | 25 | 89                                                                           | 25 | 1962年再選 引退 | 1938年1月11日 – 1969年1月3日 | 民主党 | J・リスター・ヒル | 22 |
| 14 | ジョン・スパークマン | 民主党 | 1946年11月6日 – 1979年1月3日 | 1966年再選 | 26 | 90                                                                           | 25 | 1962年再選 引退 | 1938年1月11日 – 1969年1月3日 | 民主党 | J・リスター・ヒル | 22 |
| 14 | ジョン・スパークマン | 民主党 | 1946年11月6日 – 1979年1月3日 | 1966年再選 | 26 | 91                                                                           | 26 | 1968年選出 | 1969年1月3日 – 1978年6月1日 | 民主党 | ジェームズ・アレン | 23 |
| 14 | ジョン・スパークマン | 民主党 | 1946年11月6日 – 1979年1月3日 | 1966年再選 | 26 | 92                                                                           | 26 | 1968年選出 | 1969年1月3日 – 1978年6月1日 | 民主党 | ジェームズ・アレン | 23 |
| 14 | ジョン・スパークマン | 民主党 | 1946年11月6日 – 1979年1月3日 | 1972再選 引退 | 27 | 93                                                                           | 26 | 1968年選出 | 1969年1月3日 – 1978年6月1日 | 民主党 | ジェームズ・アレン | 23 |
| 14 | ジョン・スパークマン | 民主党 | 1946年11月6日 – 1979年1月3日 | 1972再選 引退 | 27 | 94                                                                           | 27 | 1974年再選 死去 | 1969年1月3日 – 1978年6月1日 | 民主党 | ジェームズ・アレン | 23 |
| 14 | ジョン・スパークマン | 民主党 | 1946年11月6日 – 1979年1月3日 | 1972再選 引退 | 27 | 95                                                                           | 27 | 1974年再選 死去 | 1969年1月3日 – 1978年6月1日 | 民主党 | ジェームズ・アレン | 23 |
| 14 | ジョン・スパークマン | 民主党 | 1946年11月6日 – 1979年1月3日 | 1972再選 引退 | 27 | 夫の議席を引き継ぐため任命 補欠選挙で指名獲得に失敗                          | 27 | 1978年6月8日 – 1978年11月7日 | 民主党 | マリオン・ピットマン・アレン | 24 | |
| 14 | ジョン・スパークマン | 民主党 | 1946年11月6日 – 1979年1月3日 | 1972再選 引退 | 27 | アレンの任期を満了するため選出 再指名に失敗;任期満了の1日前に辞職            | 27 | 1978年11月7日 – 1981年1月2日 | 民主党 | ドナルド・W・スチュアート | 25 | |
| 15 | ハウエル・へフリン | 民主党 | 1979年1月3日 – 1997年1月3日 | 1978年選出 | 28 | アレンの任期を満了するため選出 再指名に失敗;任期満了の1日前に辞職            | 27 | 1978年11月7日 – 1981年1月2日 | 民主党 | ドナルド・W・スチュアート | 25 | 96 |
| 15 | ハウエル・へフリン | 民主党 | 1979年1月3日 – 1997年1月3日 | 1978年選出 | 28 | スチュアートの任期を満了するため任命。任命時、次の任期に選出済。             | 27 | 1981年1月2日 – 1987年1月3日 | 共和党 | ジェレマイア・デントン | 26 | 96 |
| 15 | ハウエル・へフリン | 民主党 | 1979年1月3日 – 1997年1月3日 | 1978年選出 | 28 | 97                                                                           | 28 | 1981年1月2日 – 1987年1月3日 | 共和党 | ジェレマイア・デントン | 26 | 1980年選出 再選に失敗 |
| 15 | ハウエル・へフリン | 民主党 | 1979年1月3日 – 1997年1月3日 | 1978年選出 | 28 | 98                                                                           | 28 | 1981年1月2日 – 1987年1月3日 | 共和党 | ジェレマイア・デントン | 26 | 1980年選出 再選に失敗 |
| 15 | ハウエル・へフリン | 民主党 | 1979年1月3日 – 1997年1月3日 | 1984年再選 | 29 | 99                                                                           | 28 | 1981年1月2日 – 1987年1月3日 | 共和党 | ジェレマイア・デントン | 26 | 1980年選出 再選に失敗 |
| 15 | ハウエル・へフリン | 民主党 | 1979年1月3日 – 1997年1月3日 | 1984年再選 | 29 | 100                                                                          | 29 | 1986年選出 | 1987年1月3日 – 2023年1月3日 | 民主党 | リチャード・シェルビー | 27 |
| 15 | ハウエル・へフリン | 民主党 | 1979年1月3日 – 1997年1月3日 | 1984年再選 | 29 | 101                                                                          | 29 | 1986年選出 | 1987年1月3日 – 2023年1月3日 | 民主党 | リチャード・シェルビー | 27 |
| 15 | ハウエル・へフリン | 民主党 | 1979年1月3日 – 1997年1月3日 | 1990年再選 引退 | 30 | 102                                                                          | 29 | 1986年選出 | 1987年1月3日 – 2023年1月3日 | 民主党 | リチャード・シェルビー | 27 |
| 15 | ハウエル・へフリン | 民主党 | 1979年1月3日 – 1997年1月3日 | 1990年再選 引退 | 30 | 103                                                                          | 30 | 1992年再選1994年に共和党に移籍 | 1987年1月3日 – 2023年1月3日 | 民主党 | リチャード・シェルビー | 27 |
| 15 | ハウエル・へフリン | 民主党 | 1979年1月3日 – 1997年1月3日 | 1990年再選 引退 | 30 | 103                                                                          | 30 | 1992年再選1994年に共和党に移籍 | 1987年1月3日 – 2023年1月3日 | 共和党 | リチャード・シェルビー | 27 |
| 15 | ハウエル・へフリン | 民主党 | 1979年1月3日 – 1997年1月3日 | 1990年再選 引退 | 30 | 104                                                                          | 30 | 1992年再選1994年に共和党に移籍 | 1987年1月3日 – 2023年1月3日 | | リチャード・シェルビー | 27 |
| 16 | ジェフ・セッションズ | 共和党 | 1997年1月3日 – 2017年2月8日 | 1996年選出 | 31 | 105                                                                          | 30 | 1992年再選1994年に共和党に移籍 | 1987年1月3日 – 2023年1月3日 | | リチャード・シェルビー | 27 |
| 16 | ジェフ・セッションズ | 共和党 | 1997年1月3日 – 2017年2月8日 | 1996年選出 | 31 | 106                                                                          | 31 | 1998年再選 | 1987年1月3日 – 2023年1月3日 | | リチャード・シェルビー | 27 |
| 16 | ジェフ・セッションズ | 共和党 | 1997年1月3日 – 2017年2月8日 | 1996年選出 | 31 | 107                                                                          | 31 | 1998年再選 | 1987年1月3日 – 2023年1月3日 | | リチャード・シェルビー | 27 |
| 16 | ジェフ・セッションズ | 共和党 | 1997年1月3日 – 2017年2月8日 | 2002年再選 | 32 | 108                                                                          | 31 | 1998年再選 | 1987年1月3日 – 2023年1月3日 | | リチャード・シェルビー | 27 |
| 16 | ジェフ・セッションズ | 共和党 | 1997年1月3日 – 2017年2月8日 | 2002年再選 | 32 | 109                                                                          | 32 | 2004年再選 | 1987年1月3日 – 2023年1月3日 | | リチャード・シェルビー | 27 |
| 16 | ジェフ・セッションズ | 共和党 | 1997年1月3日 – 2017年2月8日 | 2002年再選 | 32 | 110                                                                          | 32 | 2004年再選 | 1987年1月3日 – 2023年1月3日 | | リチャード・シェルビー | 27 |
| 16 | ジェフ・セッションズ | 共和党 | 1997年1月3日 – 2017年2月8日 | 2008年再選 | 33 | 111                                                                          | 32 | 2004年再選 | 1987年1月3日 – 2023年1月3日 | | リチャード・シェルビー | 27 |
| 16 | ジェフ・セッションズ | 共和党 | 1997年1月3日 – 2017年2月8日 | 2008年再選 | 33 | 112                                                                          | 33 | 2010年再選 | 1987年1月3日 – 2023年1月3日 | | リチャード・シェルビー | 27 |
| 16 | ジェフ・セッションズ | 共和党 | 1997年1月3日 – 2017年2月8日 | 2008年再選 | 33 | 113                                                                          | 33 | 2010年再選 | 1987年1月3日 – 2023年1月3日 | | リチャード・シェルビー | 27 |
| 16 | ジェフ・セッションズ | 共和党 | 1997年1月3日 – 2017年2月8日 | 2014年再選 司法長官就任のため辞職 | 34 | 114                                                                          | 33 | 2010年再選 | 1987年1月3日 – 2023年1月3日 | | リチャード・シェルビー | 27 |
| 16 | ジェフ・セッションズ | 共和党 | 1997年1月3日 – 2017年2月8日 | 2014年再選 司法長官就任のため辞職 | 34 | 115                                                                          | 34 | 2016年再選引退 | 1987年1月3日 – 2023年1月3日 | | リチャード・シェルビー | 27 |
| 17 | ルーザー・ストレンジ | 共和党 | 2017年2月9日 – 2018年1月3日 | セッションズの任期を引き継ぐため任命 補選での党予備選で敗北 | 34 | 115                                                                          | 34 | 2016年再選引退 | 1987年1月3日 – 2023年1月3日 | | リチャード・シェルビー | 27 |
| 18 | ダグ・ジョーンズ | 民主党 | 2018年1月3日 – 2021年1月3日 | 2017年12月12日施行の補選で選出 再選に失敗 | 34 | 115                                                                          | 34 | 2016年再選引退 | 1987年1月3日 – 2023年1月3日 | | リチャード・シェルビー | 27 |
| 18 | ダグ・ジョーンズ | 民主党 | 2018年1月3日 – 2021年1月3日 | 2017年12月12日施行の補選で選出 再選に失敗 | 34 | 116                                                                          | 34 | 2016年再選引退 | 1987年1月3日 – 2023年1月3日 | | リチャード・シェルビー | 27 |
| 19 | トミー・タバービル | 共和党 | 2021年1月3日 - 現職 | 2020年選出 | 35 | 117                                                                          | 34 | 2016年再選引退 | 1987年1月3日 – 2023年1月3日 | | リチャード・シェルビー | 27 |
| 19 | トミー・タバービル | 共和党 | 2021年1月3日 - 現職 | 2020年選出 | 35 | 118                                                                          | 35 | 2022年選出 | 2023年1月3日 – 現職 | 共和党 | ケイティ・ブリット | 28 |
| 19 | トミー・タバービル | 共和党 | 2021年1月3日 - 現職 | 2020年選出 | 35 | 119                                                                          | 35 | 2022年選出 | 2023年1月3日 – 現職 | 共和党 | ケイティ・ブリット | 28 |
| 2026年改選予定 | 2026年改選予定 | 2026年改選予定 | 2026年改選予定 | 2026年改選予定 | 36 | 120                                                                          | 35 | 2022年選出 | 2023年1月3日 – 現職 | 共和党 | ケイティ・ブリット | 28 |
| 2026年改選予定 | 2026年改選予定 | 2026年改選予定 | 2026年改選予定 | 2026年改選予定 | 36 | 121                                                                          | 36 | 2028年改選予定 | 2028年改選予定 | 2028年改選予定 | 2028年改選予定 | 2028年改選予定 |
| # | 氏名 | 所属政党 | 在職期間 | 選挙歴 | 任 期 |                                                                              | 任 期 | 選挙歴 | 在職期間 | 所属政党 | 氏名 | # |
| 第2部 | 第2部 | 第2部 | 第2部 | 第2部 | 第2部 | 第3部                                                                        | 第3部 | 第3部 | 第3部 | 第3部 | 第3部 | |